# 青春時代1.2.3!/バイセコー大成功!
『青春時代1.2.3! / バイセコー大成功!』（せいしゅんじだいワン ツー スリー / -だいせいこう）は、プッチモニの2枚目のシングル。両A面シングル扱い。2000年7月26日発売。発売元はzetima。

## 解説
- 2000年5月に市井紗耶香が卒業し、6月に吉澤ひとみが加入してからの新体制での第1弾シングル。
- 「青春時代1.2.3!」は、つんく曰く、「ジャズとヒップホップの融合に成功しました」
- 「バイセコー大成功!」は、「みんなで歌って踊って笑って、楽しく行こう！」というコンセプトで製作された。

## 収録曲
全作詞・作曲：つんく
1. 青春時代1.2.3!
編曲：前嶋康明
2. バイセコー大成功!
編曲：小西貴雄
3. 青春時代1.2.3! (Instrumental)
4. バイセコー大成功! (Instrumental)

## 参加ミュージシャン
1. 青春時代1.2.3!
  - Acoustic Piano & Programming：前嶋康明
  - Wood Bass：水谷浩章
  - Guitar：鈴木俊介
  - Drums：佐野康夫
  - Percussion：大儀見元
  - Trumpet：佐々木史郎（BACCHUS）, 鈴木正則（BACCHUS）
  - Trombone：佐野聡（BACCHUS）
  - Tenor Sax & Flute：吉田治
  - Turntable：D.J.COUNTRY
  - Chorus & Voice：プッチモニ & つんく♂
2. バイセコー大成功!
  - Keyboards & Programming：小西貴雄
  - Manipulator：勝浦剛
  - Percussion：山口とも
  - Chorus：プッチモニ, つんく♂ & MC Kids

## カバー
青春時代1.2.3!
- アイリーン・キャラ - トリビュートアルバム『カバー・モーニング娘。ハロー!プロジェクト!』（2002年12月18日）に収録。